# Lofanga
Lofanga es una localidad del distrito de Lifuka, en Tonga. Tiene una población de 128 habitantes en 2021.